# Trammuseum van de ASVi

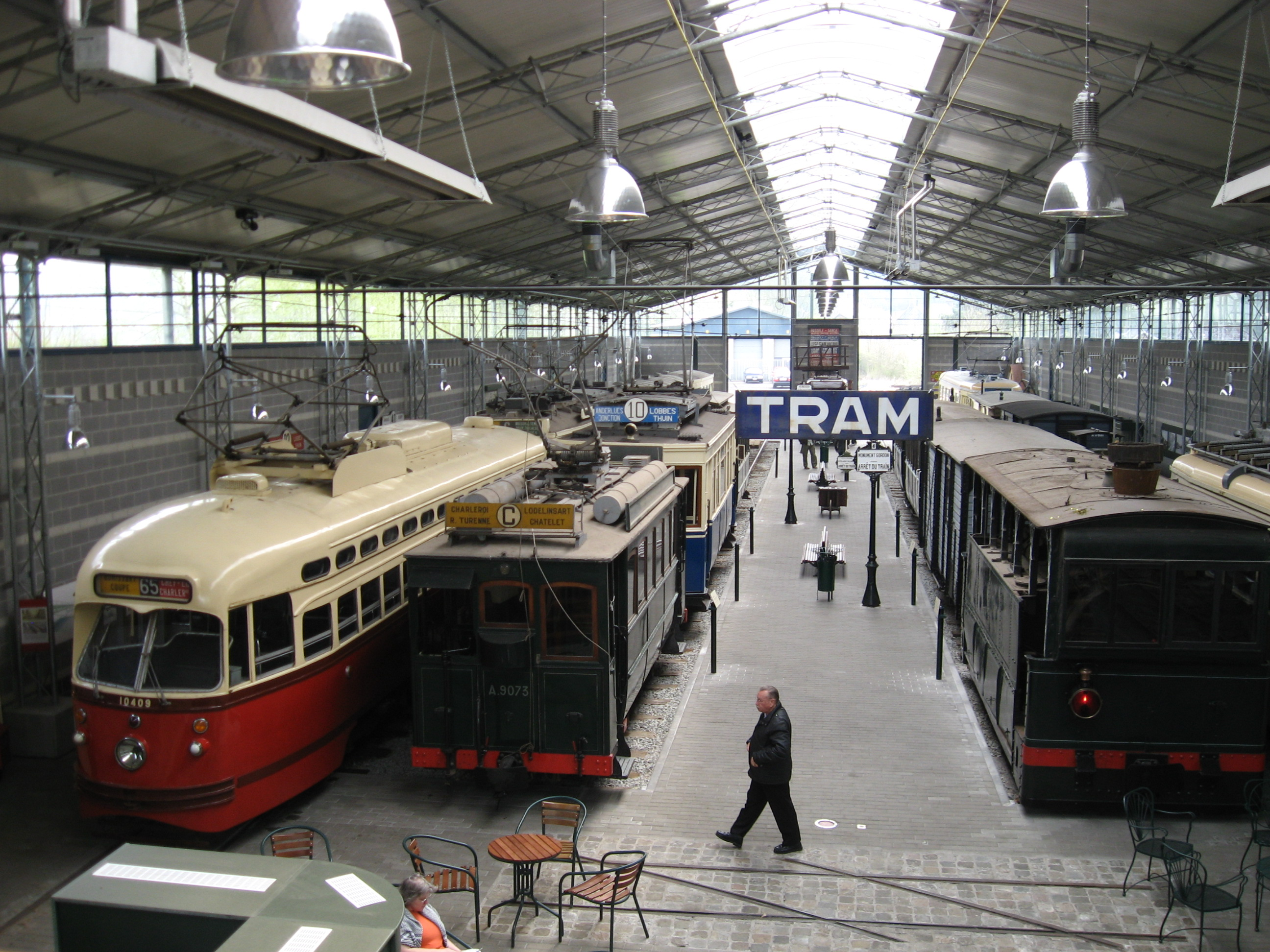
Kijkje in het museumgebouw in Thuin, met links PCC-car 10409.

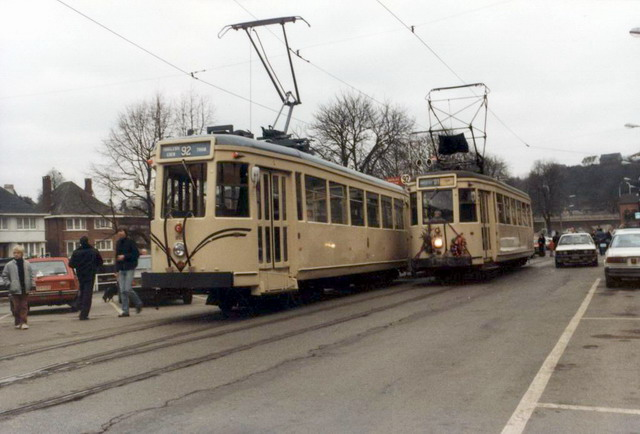
De laatste dag van de normale tramdienst van lijn 92 te Thuin op 31 december 1983.

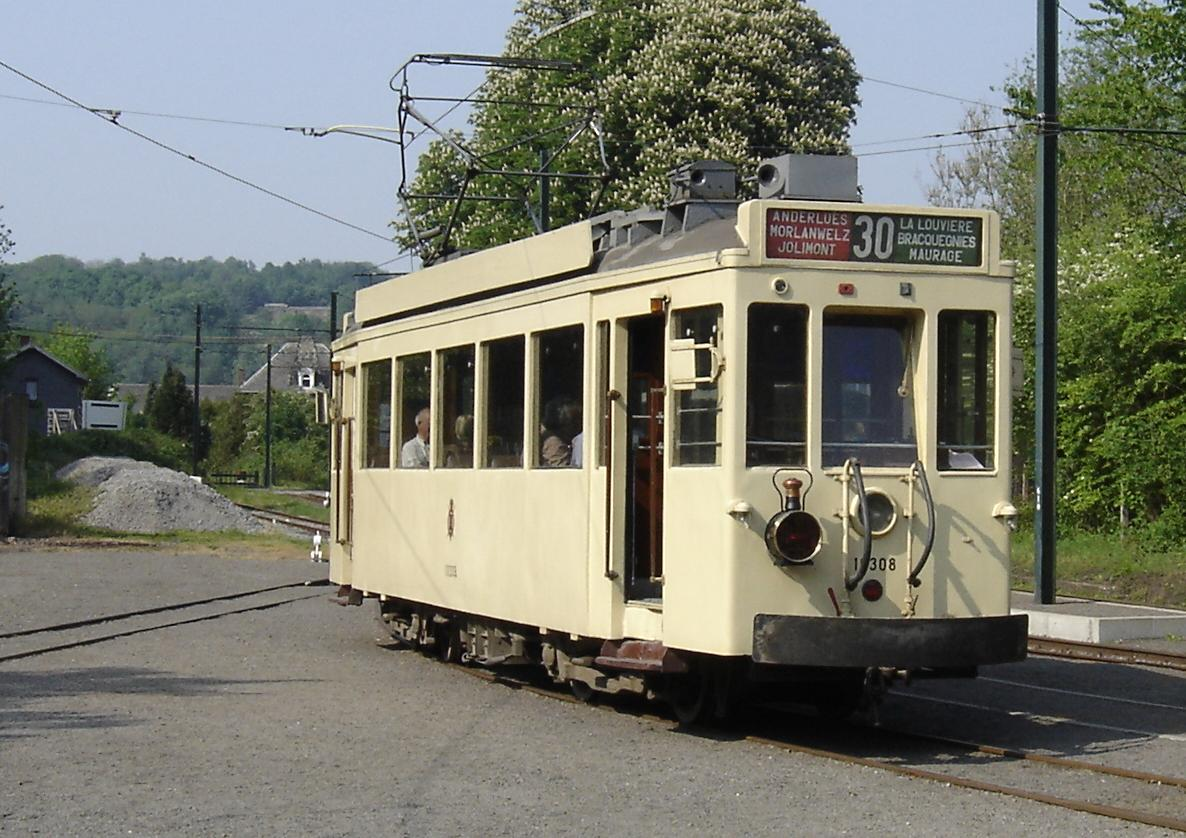
Standaardmotorwagen 10308 op de Museumtramlijn te Thuin.

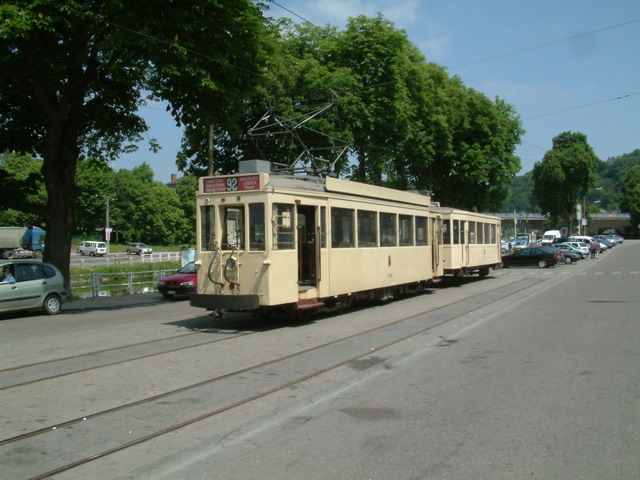
Motorwagen 10308 met bijwagen 19220 op het eindpunt Thuin Ville-Basse.

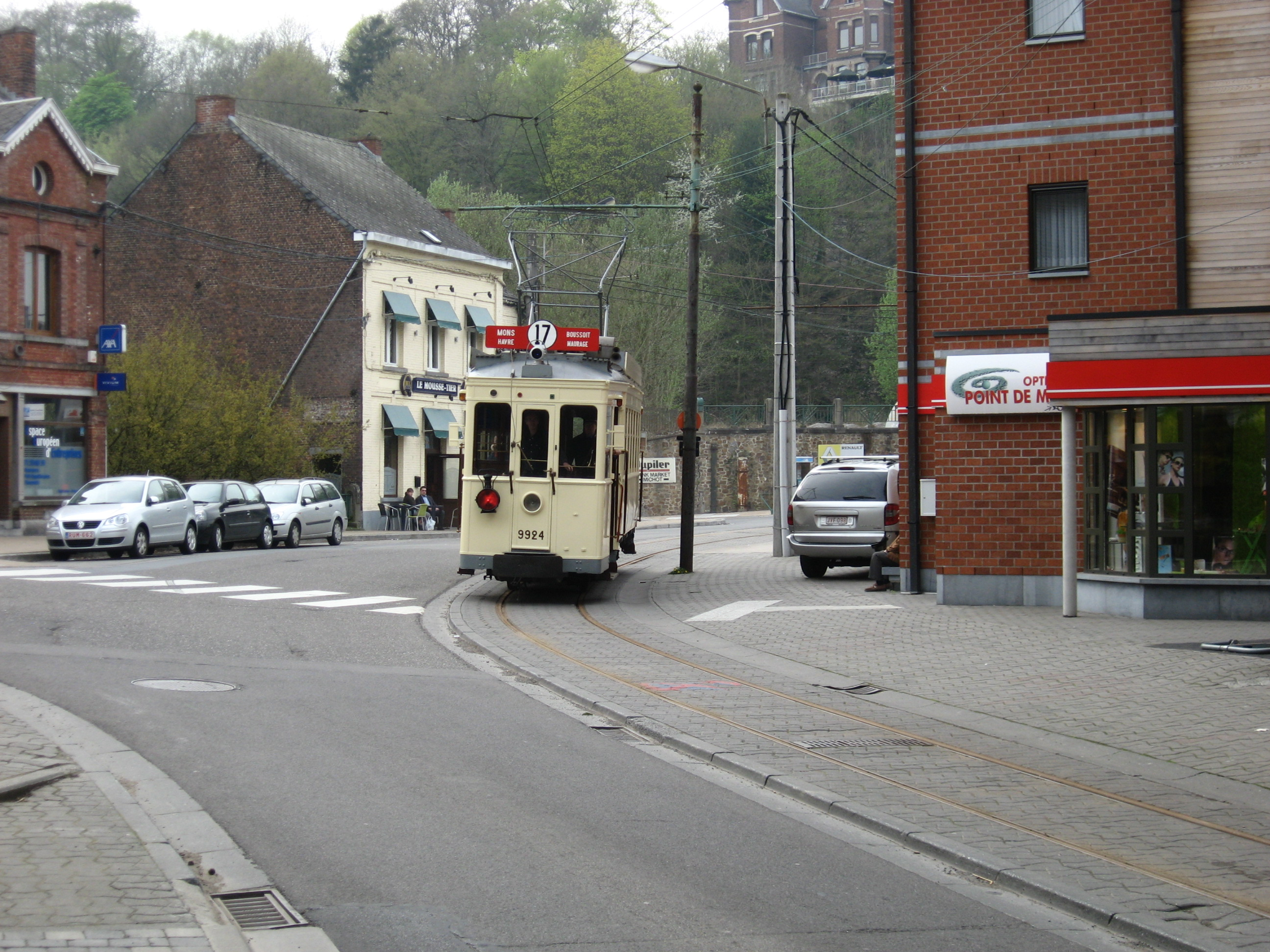
Motorwagen 9924 in de straten van Thuin.

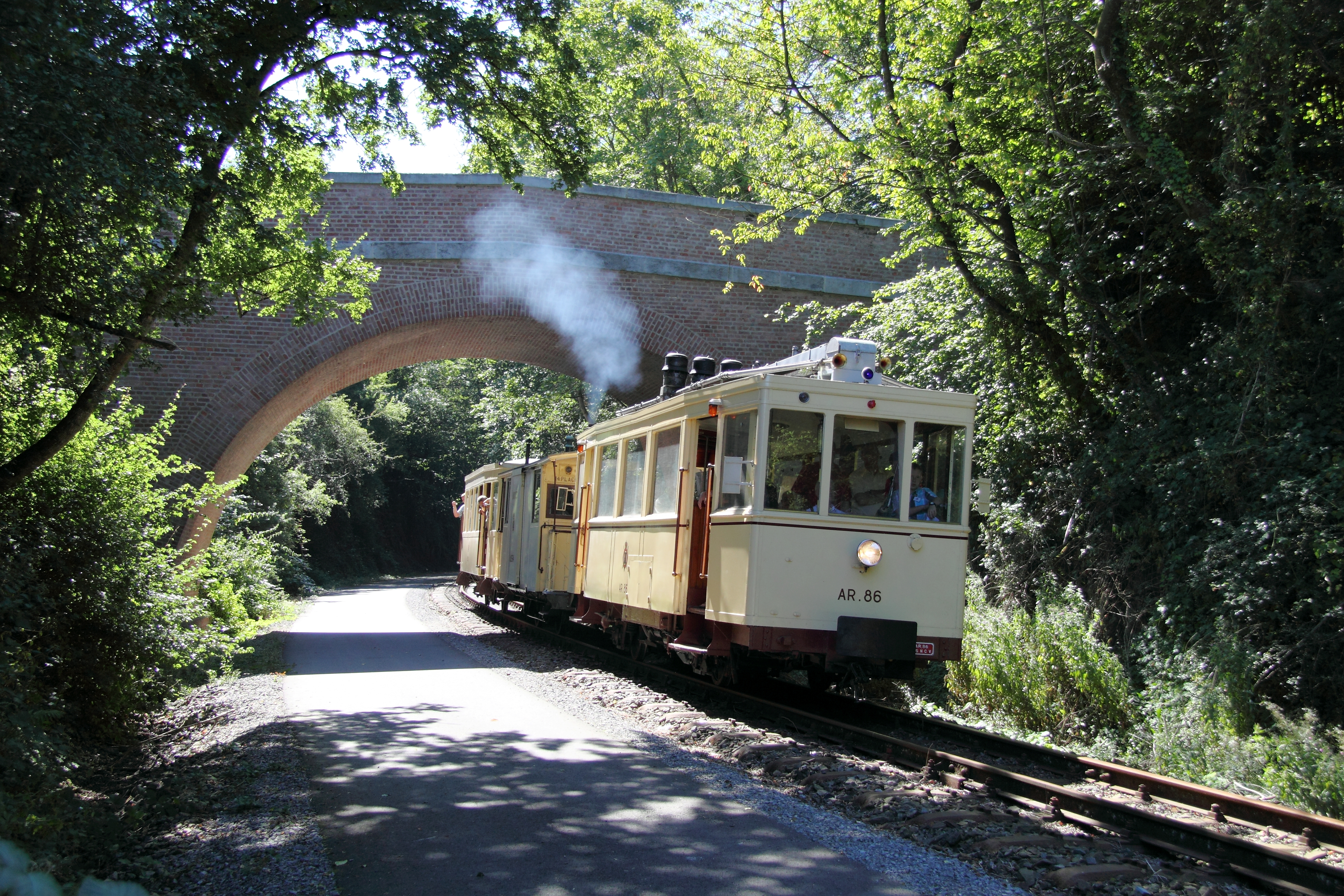
Dieselmotorwagen AR.86 te Thuin.

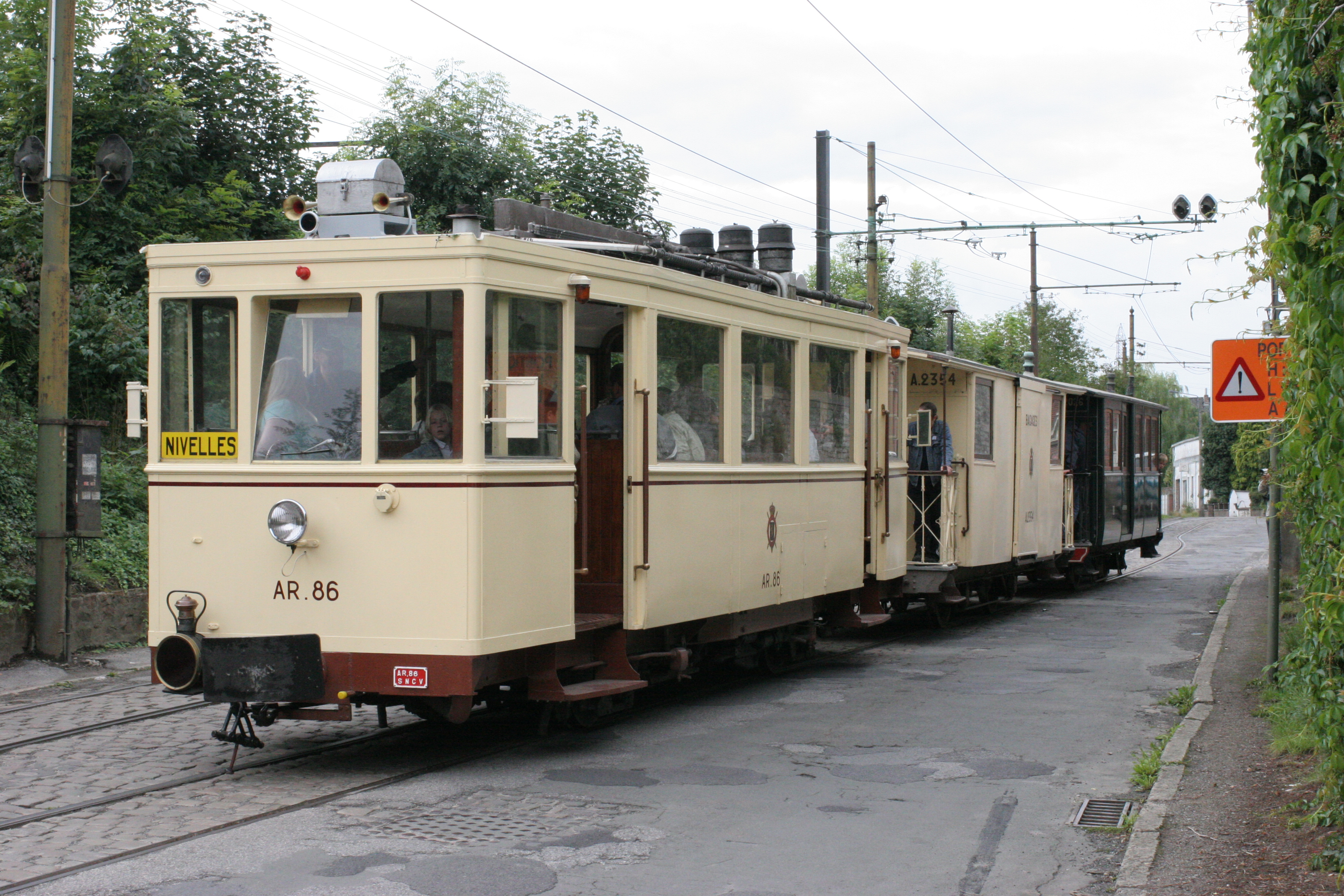
Dieselmotorwagen AR.86 en bijwagens te Lobbes.

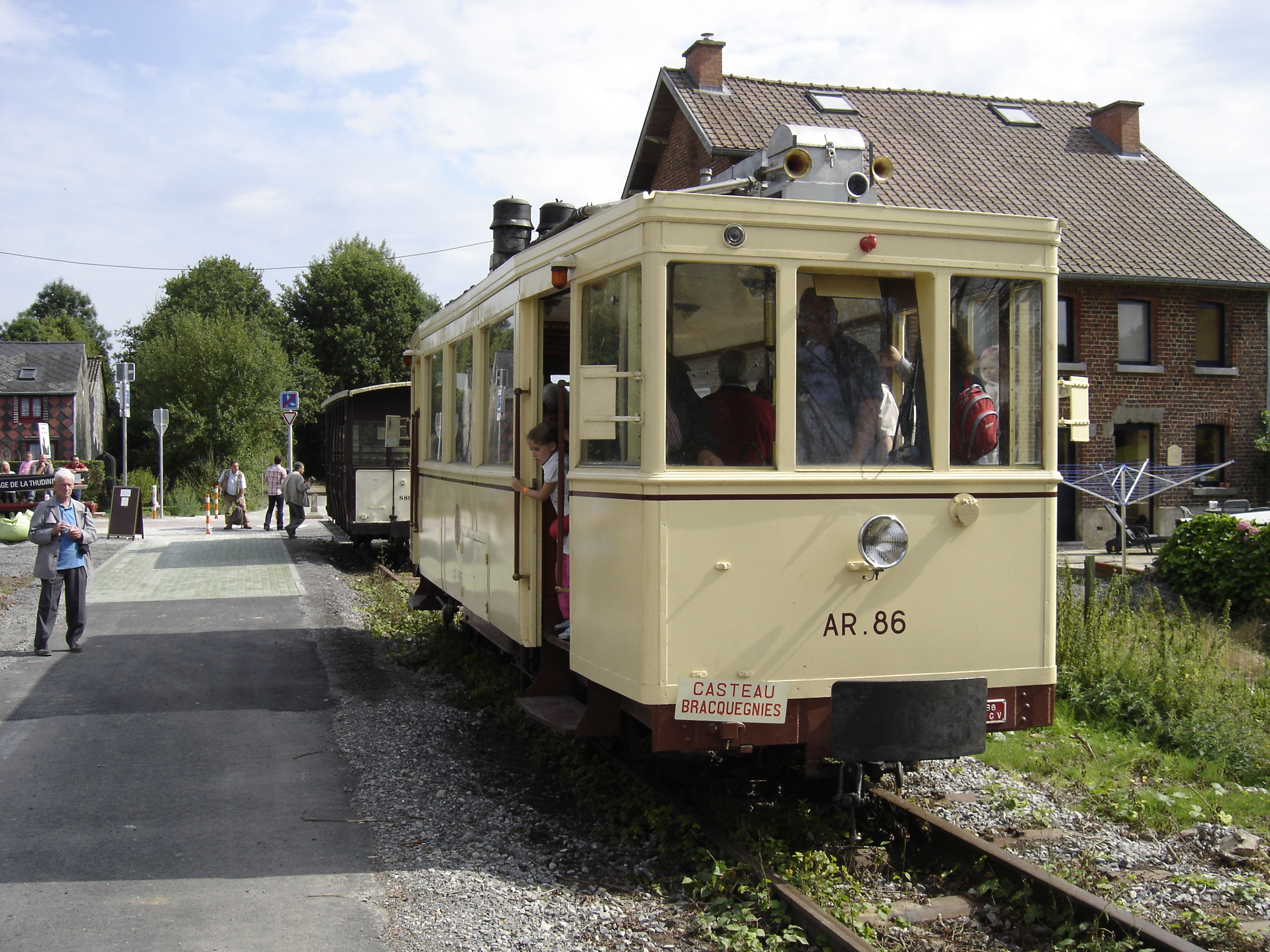
Dieselmotorwagen AR.86 te Biesme-sous-Thuin.

Tramlijnen van het Trammuseum te Thuin.

Tramlijnen van het Trammuseum te Thuin.

Het trammuseum van de ASVi (Association pour la Sauvegarde du Vicinal) bevindt zich in Thuin in de provincie Henegouwen in België. De collectie museumtrams bestaat vooral uit smalspoormaterieel afkomstig van de NMVB/SNCV. De meeste trams hebben vroeger gereden op het uitgebreide tramnet van de buurtspoorwegen in de omgeving van Charleroi.

## Thuin – Lobbes
In Thuin zijn er twee museumgebouwen waar de trams worden tentoongesteld. Van hieruit worden sinds 1984 ritten gemaakt op de elektrische museumtramlijn tussen Thuin (Ville-Basse) en Lobbes (Quatre Bras). Vanuit de tram heeft men uitzicht op de rivier de Sambre en op Lobbes met de karakteristieke Sint-Ursmaruskerk. Er zijn eveneens korte tramritten naar Thuin Ville-Basse bij de Samberkade. Dit is een restant van de vroegere tramlijn 91 en 92 naar Anderlues, die werd opgeheven op 31 december 1983. De lijn loopt nog verder tot Lobbes-Les Bonniers maar dit traject is buiten gebruik. De trambaan richting Anderlues is eind jaren negentig opgebroken bij de verbreding van de weg N59. De lijn Anderlues – Lobbes werd geopend op 11 april 1914, de verlenging naar Thuin in 1930.

## Thuin – Biesme-sous-Thuin
Sinds 14 augustus 2010 wordt met dieseltractie (dieselmotortrams) vanuit het museum gereden op de oude spoorlijn 109 van Lobbes richting Chimay over drie kilometer tot Biesme-sous-Thuin. Op het tracé van de in 1991 opgeheven normaalsporige spoorweg is vanaf eind jaren negentig meterspoor aangelegd ten behoeve van het trammuseum.

## Association pour la Sauvegarde du Vicinal
De vereniging 'Association pour la Sauvegarde du Vicinal' (Vereniging tot behoud van de Buurtspoorwegen) werd opgericht in 1972 met het doel de geschiedenis van de SNCV te behouden. Er werden diverse museumtrams verzameld, waarmee vanaf 1978 vanuit het depot Anderlues tramritten werden gereden over het nog bestaande tramnet. Vervolgens werd gezocht naar een permanent als museumtramlijn te behouden traject. Dit werd het gedeelte van lijn 92 tussen Lobbes en Thuin, dat werd stilgelegd per 31 december 1983. Vanaf het begin van de jaren tachtig werden hier, aanvankelijk vanuit Anderlues, regelmatig ritten gemaakt op weekenden in de zomer. Tegenwoordig wordt hier van april tot oktober iedere zondag gereden.

## Station Thuin-Ouest
Het terrein van het vroegere Station Thuin-Ouest van de NMBS / SNCB werd eind van de jaren tachtig door de vereniging verworven om de trams te kunnen opstellen. Dit station lag vlak bij de route van de museumtramlijn en kon eenvoudig hierop worden aangesloten. In 1996 werd een remisegebouw met werkplaats gebouwd, die in 1999 werd geopend. Het tot dan toe in Anderlues gestalde materieel werd hier nu ondergebracht. Tevens werd er een expositie ingericht. In 2000 werd met gebruik van onderdelen van de opgeheven tramlijn 90 een eigen stroomvoorziening gerealiseerd (600 V gelijkstroom). In 2004 werd het Centre de Découverte du Chemin de Fer Vicinaux (ontdekkingscentrum van de Buurtspoorwegen) geopend. Dit is een viersporige remise met perrons tussen de sporen, met aansluitingen op de werkplaats en op tramlijn richting Lobbes. Rijvaardige trams worden hier opgesteld op tijden dat er niet gereden wordt. Ook de verzameling attributen van de ASVi wordt hier geëxposeerd.
In 1988 bewaarde de ASVi trams in de loodsen van de oude tramstelplaats van Thuillies. Deze loodsen waren anno 2014 niet in gebruik.

## Materieel
In Thuin zijn circa veertig trams ondergebracht, een deel is gerestaureerd, respectievelijk rijvaardig, andere wagens wachten nog op herstel. Tot het bestand behoren onder andere een stoomlocomotief uit 1888, vijftien motorwagens uit de jaren 1898 tot 1957, vijf bijwagens, twee dieseltrams (autorail) en verschillende rijtuigen en goederenwagens uit de stoomtijd van de Buurtspoorwegen. In 2014 waren er acht motorwagens dienstvaardig.

## Materieeloverzicht
| Nummer                      | Type     | Bouwer                            | Bouwjaar | Staat                                  | Afbeelding                  |
| --------------------------- | -------- | --------------------------------- | -------- | -------------------------------------- | --------------------------- |
| AR.86                       | Autorail | SNCV Brabant                      | 1934     | rijvaardig, reed eerst bij Li Trimbleu | AR.86                       |
| ART.300                     | Autorail | SNCV Andenne                      | 1947     | rijvaardig                             |                             |
| A.9073                      | M2       | Électricité et Hydraulique        | 1901     | rijvaardig                             | A.9073                      |
| A.9515                      | M2       | Le Rœulx                          | 1918     | rijvaardig                             | A.9515                      |
| 9924                        | M2       | La Dyle à Louvain                 | 1931     | rijvaardig                             | 9924                        |
| 9974 'Type SE'              | M4       | SNCV Brabant                      | 1958     | rijvaardig                             | 9974 'Type SE'              |
| 10284 'Type Eugies'         | M4       | Braine-le-Comte                   | 1936     | rijvaardig                             | 10284 'Type Eugies'         |
| 10308 'Standard Métallique' | M4       | Baume & Marpent                   | 1942     | rijvaardig                             | 10308 'Standard Métallique' |
| 10409 'PCC'                 | M4       | La Brugeoise et Nicaise & Delcuve | 1949     | rijvaardig                             | 10409 'PCC'                 |
| 10480 'Type N'              | M4       | SNCV Cureghem                     | 1954     | rijvaardig                             | 10480 'Type N'              |
| HL303                       | Type 7   | Métallurgique, Tubeke             | 1888     | rijvaardig                             | HL303                       |
| A.9385 'Type Manage'        | M2       | Franco-Belga                      | 1910     | rijvaardig                             |                             |
| 9598                        | M2       | SNCV Eugies                       | 1951     | Niet gerestaureerd                     |                             |
| 9603                        | M2       | Seneffe                           | 1919     | Niet gerestaureerd                     |                             |
| 9888                        | M2       | Franco-Belga à La Croyère         | 1930     | rijvaardig                             |                             |
| 9963 'Fourgon-moteur'       | M2       | Godarville                        | 1916     | In restauratie                         |                             |
| 9984 'Standard Bois'        | M4       | Braine-le-Comte                   | 1932     | In restauratie                         |                             |
| 9063 'Type S'               | M4       | SNCV Brabant                      | 1957     | Niet gerestaureerd                     |                             |
| 10393 'BLC'                 | M4       | Braine-le-Comte                   | 1949     | Niet gerestaureerd                     |                             |